# Scott Duncan
Scott Duncan (Dumbarton, 2 novembre 1888 – 3 ottobre 1976) è stato un calciatore e allenatore di calcio scozzese, di ruolo attaccante.

## Palmarès

### Giocatore

#### Club
- Campionato inglese: 1

Newcastle United: 1908-1909
- Charity Shield: 1

Newcastle United: 1909

### Allenatore

#### Club
- Second Division: 1

Manchester United: 1935-1936
- Third Division South: 1

Ipswich Town: 1953-1954